# چاندریان-۱
مدارگرد ماهورود به مدار۸ نوامبر ۲۰۰۸گردش‌ها3,400 at EOM

یچاندریان-۱

چاندرایان-۱ اولین سفینهٔ بدون سرنشین هندی است که در تاریخ ۲۲ اکتبر ۲۰۰۸ از ایستگاه فضایی ساتیش داوان به فضا پرتاب شد. بر اساس برنامه‌ریزی‌های انجام شده چاندرایان باید حدود ۸ نوامبر به مدار ماه برسد. ↵این پروژه توسط سازمان تحقیقات فضایی هند (ایسرو) پیگیری می‌شود و هدف این مدار گرد جمع‌آوری اطلاعاتی از سطح کره ماه است.
سازمان فضایی هند اعلام کرد که ارتباطش در ساعت ۱:۳۰ به وقت ایران در روز ۲۹ آگوست سال ۲۰۱۹ با این فضا پیما قطع شد.